# Pozuelo de Zarzón
Pozuelo de Zarzón è un comune spagnolo di 608 abitanti situato nella comunità autonoma dell'Estremadura.